# Краснослободська сільська рада
Кра́снослобо́дська сільська рада (рос. Краснослободский сельский совет) — сільське поселення у складі Бузулуцького району Оренбурзької області Росії.
Адміністративний центр — село Красна Слободка.

## Населення
Населення — 397 осіб (2019; 476 в 2010, 626 у 2002).

## Склад
До складу сільської ради входять:
| Населений пункт       | Населення, осіб (2002) | Населення, осіб (2010) |
| --------------------- | ---------------------- | ---------------------- |
| Александровка, село   | 70                     | 42                     |
| Булгаково, село       | 133                    | 85                     |
| Красна Слободка, село | 423                    | 349                    |